# سارگیس خاندانیان
سارگیس هایکی خاندانیان (ارمنی: Սարգիս Հայկի Խանդանյան؛ زادهٔ ۲۴ ژوئن ۱۹۹۰) یک سیاستمدار اهل ارمنستان است که از تاریخ ۲۰۱۹ تا کنون سمت نمایندگی دوره‌های هفتم و هشتم مجلس ملی جمهوری ارمنستان را برعهده دارد.

## زندگی‌نامه
در ۲۴ ژوئن ۱۹۹۰ در گاوار به دنیا آمد و از دانشگاه دولتی ایروان فارغ‌التحصیل شد. 